# せがわ真子
せがわ 真子（せがわ まこ、1955年1月15日 - ）は、日本の女性漫画家。同志社大学卒業。
1974年1月、『週刊少女コミック』（小学館）に掲載された『あこがれのウィング氏へ』にてデビュー 。
以後『月刊プリンセス』、『ひとみ』（秋田書店）を中心に活躍。
代表作は『青春はラブ♥40』、『ときめいて♥パコ』、『花詩集』など。

## 作品リスト

### 漫画
- 花詩集 - 月刊プリンセス（秋田書店）
- ボビー★シャフトー船出した - 月刊プリンセス（秋田書店）
- ラブ♥ストリート - 月刊プリンセス（秋田書店）
- わたしのお気に入り - 月刊プリンセス（秋田書店）
- 青春はラブ♥40 - 月刊プリンセス（秋田書店）
- びっくり☆サラダノート - ひとみ（秋田書店）
- 真夜中のアリス - ひとみ（秋田書店）
- ときめいて♥パコ  - ひとみ（秋田書店）
- コミカル・ミステリー・ツアー - ひとみ（秋田書店）
- あこがれのウィング氏へ - 週刊少女コミック1974年1月13日号（小学館）
- 彼はステキな女の子 - 別冊少女コミック増刊ちゃお、1974年1月号（小学館）
- サタン・ベイビー（スコラ）
- ママとあくしゅ（スコラ）
- 結婚しなきゃダメですか？（あおば出版）
- 泣きたいのはママのほう・・・ ~2DK育児の孤独~（あおば出版）